# Valdagno
Valdagno är en ort och kommun i provinsen Vicenza i regionen Veneto i norra Italien. Kommunen hade 26 048 invånare (2018) och gränsar till kommunerna Altissimo, Brogliano, Cornedo Vicentino, Crespadoro, Monte di Malo, Recoaro Terme, Schio och Torrebelvicino.
Valdagnos stadsdelar utgörs av Campotamaso, Castelvecchio, Cerealto, Maglio di Sopra, Massignani, Novale, Piana och San Quirico.